# Campeonato Mundial de Media Maratón de 2008
El Campeonato Mundial de Media Maratón Río de Janeiro 2008 fue una competición de media maratón organizada por la Asociación Internacional de Federaciones de Atletismo (IAAF en inglés). La decimoséptima edición tuvo lugar el 12 de octubre de 2008 en Río de Janeiro, Brasil. Contó con la participación de 155 atletas provenientes de 42 países. La carrera masculina comenzó a las 9:15 tiempo local, mientras que la femenina dio inicio media hora más temprano, a las 8:45.

## Medallero
| Evento                  | Oro                                      | Plata                               | Bronce                              |
| ----------------------- | ---------------------------------------- | ----------------------------------- | ----------------------------------- |
| Individual              |                                          |                                     |                                     |
| Media maratón masculina | Zersenay Tadesse Eritrea 59:56           | Patrick Makau Musyoki Kenia 1:01:54 | Ahmed Hassan Abdullah Catar 1:01:57 |
| Media maratón femenina  | Lornah Kiplagat · Países Bajos · 1:08:37 | Aselefech Mergia Etiopía 1:09:57    | Pamela Chepchumba Kenia 1:10:01     |
| Por equipos             |                                          |                                     |                                     |
| Media maratón masculina | Kenia 3:07:24                            | Eritrea 3:09:40                     | Catar 3:10:52                       |
| Media maratón femenina  | Etiopía 3:30:59                          | Kenia 3:31:24                       | Japón 3:40:58                       |

## Resultados

### Media maratón masculina
Los resultados de la carrera de media maratón masculina fueron los siguientes:
| Pos.                                | Nombre                    | País                 | Tiempo  | Notas                 |
| ----------------------------------- | ------------------------- | -------------------- | ------- | --------------------- |
| Medalla de oro, Juegos Olímpicos    | Zersenay Tadese           | Eritrea              | 59:56   | Récord del campeonato |
| Medalla de plata, Juegos Olímpicos  | Patrick Makau Musyoki     | Kenia                | 1:01:54 |                       |
| Medalla de bronce, Juegos Olímpicos | Ahmed Hassan Abdullah     | Catar                | 1:01:57 | Season Best           |
| 4                                   | Stephen Kipkoech Kibiwott | Kenia                | 1:01:58 |                       |
| 5                                   | Yusei Nakao               | Japón                | 1:02:05 |                       |
| 6                                   | Dieudonné Disi            | Ruanda               | 1:03:03 |                       |
| 7                                   | Abebe Dinkessa            | Etiopía              | 1:03:04 |                       |
| 8                                   | Marílson Gomes dos Santos | Brasil               | 1:03:14 |                       |
| 9                                   | Joseph Maregu             | Kenia                | 1:03:32 |                       |
| 10                                  | Essa Ismail Rashed        | Catar                | 1:03:57 | Personal Best         |
| 11                                  | Sylvain Rukundo           | Ruanda               | 1:04:02 | Season Best           |
| 12                                  | Michael Tesfay            | Eritrea              | 1:04:04 | Season Best           |
| 13                                  | Eshetu Wondemu            | Etiopía              | 1:04:11 |                       |
| 14                                  | Raji Assefa               | Etiopía              | 1:04:32 |                       |
| 15                                  | Ignacio Cáceres           | España               | 1:04:39 |                       |
| 16                                  | Michael Shelley           | Australia            | 1:04:44 |                       |
| 17                                  | Pedro Mora                | Venezuela            | 1:04:45 | Season Best           |
| 18                                  | Dereje Tesfaye            | Etiopía              | 1:04:57 |                       |
| 19                                  | Ali Dawoud Sedam          | Catar                | 1:04:58 | Season Best           |
| 20                                  | Giomar da Silva           | Brasil               | 1:05:07 | Season Best           |
| 21                                  | Jason Lehmkuhle           | Estados Unidos       | 1:05:17 |                       |
| 22                                  | Tshamano Setone           | Sudáfrica            | 1:05:20 |                       |
| 23                                  | Anatoliy Rybakov          | Rusia                | 1:05:38 |                       |
| 24                                  | James Theuri              | Francia              | 1:05:38 |                       |
| 25                                  | Mogos Ahferom             | Eritrea              | 1:05:40 | Personal Best         |
| 26                                  | Iván Galán                | España               | 1:05:42 |                       |
| 27                                  | João de Lima              | Brasil               | 1:05:46 |                       |
| 28                                  | Franck de Almeida         | Brasil               | 1:05:52 | Season Best           |
| 29                                  | Yemane Teame              | Eritrea              | 1:05:56 | Personal Best         |
| 30                                  | Yevgeniy Rybakov          | Rusia                | 1:05:59 |                       |
| 31                                  | Andrew Smith              | Canadá               | 1:06:10 |                       |
| 32                                  | Yukihiro Kitaoka          | Japón                | 1:06:26 |                       |
| 33                                  | Mikhail Lemaev            | Rusia                | 1:06:35 |                       |
| 34                                  | Javier Díaz               | España               | 1:06:37 |                       |
| 35                                  | Rod Koborsi               | Estados Unidos       | 1:06:46 |                       |
| 36                                  | Sultán Khamis Zaman       | Catar                | 1:06:50 | Season Best           |
| 37                                  | Kazuo Ietani              | Japón                | 1:06:57 |                       |
| 38                                  | Keenetse Moswasi          | Botsuana             | 1:07:08 | Season Best           |
| 39                                  | Jeffrey Gwebu             | Sudáfrica            | 1:07:08 |                       |
| 40                                  | Félix Kibore              | Catar                | 1:07:10 | Personal Best         |
| 41                                  | Kaelo Mosalagae           | Botsuana             | 1:07:12 | Season Best           |
| 42                                  | Jorge Cabrera             | Paraguay             | 1:07:26 | Season Best           |
| 43                                  | Dmitriy Semyonov          | Rusia                | 1:07:40 |                       |
| 44                                  | Fabrice Jaouen            | Francia              | 1:07:41 |                       |
| 45                                  | Gervais Hakizimana        | Ruanda               | 1:07:57 |                       |
| 46                                  | Cristinel Irimia          | Rumania              | 1:08:11 |                       |
| 47                                  | Jesper Faurschou          | Dinamarca            | 1:08:14 |                       |
| 48                                  | Artur Kozłowski           | Polonia              | 1:08:24 |                       |
| 49                                  | Tetsuo Nishimura          | Japón                | 1:08:34 |                       |
| 50                                  | Vladimir Guerra           | Ecuador              | 1:08:36 |                       |
| 51                                  | Ivanildo dos Anjos        | Brasil               | 1:08:38 |                       |
| 52                                  | Moorosi Soke              | Sudáfrica            | 1:08:41 |                       |
| 53                                  | Steve Sundell             | Estados Unidos       | 1:08:47 |                       |
| 54                                  | Lameck Mosoti             | Kenia                | 1:08:49 |                       |
| 55                                  | Ulises Sanguinetti        | Argentina            | 1:09:08 |                       |
| 56                                  | Rolando Pillco            | Bolivia              | 1:09:51 | Personal Best         |
| 57                                  | Stéphane Joly             | Suiza                | 1:09:56 | Personal Best         |
| 58                                  | Cleveland Forde           | Guyana               | 1:10:20 | Personal Best         |
| 59                                  | Kabo Gabaseme             | Botsuana             | 1:10:33 | Season Best           |
| 60                                  | Miguel Ángel Almachi      | Ecuador              | 1:10:34 | Personal Best         |
| 61                                  | Didimo Sánchez            | Venezuela            | 1:10:36 |                       |
| 62                                  | Julien Moreau             | Francia              | 1:10:40 |                       |
| 63                                  | Siphesihle Mdluli         | Suazilandia          | 1:10:47 | Season Best           |
| 64                                  | Ernesto Zamora            | Uruguay              | 1:11:01 | Season Best           |
| 65                                  | Vasyl Matviychuk          | Ucrania              | 1:11:12 |                       |
| 66                                  | Oswaldo Belandria         | Venezuela            | 1:11:23 |                       |
| 67                                  | Stephen Mokoka            | Sudáfrica            | 1:11:45 |                       |
| 68                                  | Wilson Videla             | Argentina            | 1:11:53 |                       |
| 69                                  | Mark Tucker               | Australia            | 1:12:04 | Season Best           |
| 70                                  | Julio César Pérez         | México               | 1:12:42 | Season Best           |
| 71                                  | Richard Jones             | Trinidad y Tobago    | 1:13:01 | Season Best           |
| 72                                  | Paulo Buenaño             | Ecuador              | 1:13:02 |                       |
| 73                                  | Patrick Gildea            | Estados Unidos       | 1:14:06 |                       |
| 74                                  | Gustavo Comba             | Argentina            | 1:14:35 |                       |
| 75                                  | Thibaud Naël              | Francia              | 1:14:50 |                       |
| 76                                  | Fernando Blanco           | Panamá               | 1:14:50 |                       |
| 77                                  | Wang Enjun                | China                | 1:15:19 | Personal Best         |
| 78                                  | Gustavo López             | Paraguay             | 1:15:33 | Personal Best         |
| 79                                  | Alejandro Cuahtepizi      | México               | 1:16:53 | Season Best           |
| 80                                  | Bernardo Jiménez          | República Dominicana | 1:17:39 |                       |
| 81                                  | Guido Benedetti           | Argentina            | 1:17:44 |                       |
| 82                                  | Delvis Sánchez            | Venezuela            | 1:18:02 |                       |
| 83                                  | Masato Kihara             | Japón                | 1:20:05 |                       |
| 84                                  | Ryan Kirkpatrick          | Estados Unidos       | 1:20:50 |                       |
| 85                                  | Chan Chan Kit             | Macao                | 1:25:14 |                       |
| 86                                  | Darío Núñez               | Argentina            | 1:28:24 |                       |
| —                                   | Deriba Merga              | Etiopía              | DNF     |                       |
| —                                   | Mekubo Mogusu             | Kenia                | DNF     |                       |
| —                                   | Tim Rogers                | Isla Norfolk         | DNF     |                       |
| —                                   | Lindihaya Mthangayi       | Sudáfrica            | DNF     |                       |
| —                                   | Samson Kiflemariam        | Eritrea              | DNS     |                       |
| —                                   | Jussi Utriainen           | Finlandia            | DNS     |                       |

### Media maratón femenina
Los resultados de la carrera de media maratón femenina fueron los siguientes:
| Pos.                                | Nombre                    | País                 | Tiempo  | Notas           |
| ----------------------------------- | ------------------------- | -------------------- | ------- | --------------- |
| Medalla de oro, Juegos Olímpicos    | Lornah Kiplagat           | Países Bajos         | 1:08:37 | Season Best     |
| Medalla de plata, Juegos Olímpicos  | Aselefech Mergia          | Etiopía              | 1:09:57 | Personal Best   |
| Medalla de bronce, Juegos Olímpicos | Pamela Chepchumba         | Kenia                | 1:10:01 |                 |
| 4                                   | Genet Getaneh             | Etiopía              | 1:10:03 | Personal Best   |
| 5                                   | Peninah Arusei            | Kenia                | 1:10:12 |                 |
| 6                                   | Abebu Gelan               | Etiopía              | 1:10:59 | Personal Best   |
| 7                                   | Julia Mombi Muraga        | Kenia                | 1:11:11 |                 |
| 8                                   | Atsede Habtamu            | Etiopía              | 1:11:13 |                 |
| 9                                   | Luminița Talpoș           | Rumania              | 1:11:16 | Season Best     |
| 10                                  | Yukiko Akaba              | Japón                | 1:11:39 |                 |
| 11                                  | Meseret Mengistu          | Etiopía              | 1:12:03 | Personal Best   |
| 12                                  | Furtuna Zegergish         | Eritrea              | 1:12:16 | Season Best     |
| 13                                  | Dulce Félix               | Portugal             | 1:12:56 |                 |
| 14                                  | Pauline Ngigi             | Kenia                | 1:12:58 |                 |
| 15                                  | Yesenia Centeno           | España               | 1:13:01 |                 |
| 16                                  | María Azucena Díaz        | España               | 1:13:30 |                 |
| 17                                  | María Baldaia             | Brasil               | 1:13:42 | Season Best     |
| 18                                  | Olesya Syreva             | Rusia                | 1:14:08 |                 |
| 19                                  | Miki Ohira                | Japón                | 1:14:27 |                 |
| 20                                  | Lyudmila Biktasheva       | Rusia                | 1:14:33 |                 |
| 21                                  | Melissa White             | Estados Unidos       | 1:14:37 |                 |
| 22                                  | Yuko Machida              | Japón                | 1:14:52 |                 |
| 23                                  | Ikuyo Yamashita           | Japón                | 1:15:05 |                 |
| 24                                  | Dorothy McMaham           | Estados Unidos       | 1:15:14 |                 |
| 25                                  | Kristen Nicolini          | Estados Unidos       | 1:15:15 |                 |
| 26                                  | Angeline Nyiransabimana   | Ruanda               | 1:15:23 | Season Best     |
| 27                                  | Stephanie Herbst          | Estados Unidos       | 1:15:25 | Personal Best   |
| 28                                  | María Sig Møller          | Dinamarca            | 1:15:30 |                 |
| 29                                  | Rosa Godoy                | Argentina            | 1:15:31 | Personal Best   |
| 30                                  | Jill Steffens             | Estados Unidos       | 1:16:02 | Personal Best   |
| 31                                  | Christine Bardelle        | Francia              | 1:16:17 |                 |
| 32                                  | Dorota Gruca-Giezek       | Polonia              | 1:16:46 |                 |
| 33                                  | María Díaz                | Puerto Rico          | 1:16:52 | Récord nacional |
| 34                                  | Marizete dos Santos       | Brasil               | 1:17:04 | Season Best     |
| 35                                  | María Isabel Montilla     | Venezuela            | 1:17:19 |                 |
| 36                                  | Yolanda Fernández         | Colombia             | 1:17:27 |                 |
| 37                                  | Sharon Tavengwa           | Zimbabue             | 1:18:30 |                 |
| 38                                  | Yamna Oubouhou            | Francia              | 1:18:39 |                 |
| 39                                  | Angélica Sánchez          | México               | 1:18:49 |                 |
| 40                                  | Wendy Nicholls / Jones    | Reino Unido          | 1:18:52 |                 |
| 41                                  | Zenaida Maldonado         | Puerto Rico          | 1:19:28 | Personal Best   |
| 42                                  | Zuleima Amaya             | Venezuela            | 1:20:01 |                 |
| 43                                  | Tatyana Khmeleva-Aryasova | Rusia                | 1:20:06 |                 |
| 44                                  | Judith Ramírez            | México               | 1:20:18 |                 |
| 45                                  | Edielza Guimarães         | Brasil               | 1:20:25 |                 |
| 46                                  | Sonia Calizaya            | Bolivia              | 1:20:34 | Season Best     |
| 47                                  | Michelle Ross-Cope        | Reino Unido          | 1:20:43 |                 |
| 48                                  | Oksana Sklyarenko         | Ucrania              | 1:21:11 | Season Best     |
| 49                                  | Roxana Preussler          | Argentina            | 1:22:29 |                 |
| 50                                  | Estela María Martínez     | Argentina            | 1:22:51 |                 |
| 51                                  | Magdalena Luca            | Rumania              | 1:23:37 |                 |
| 52                                  | Mileydy Jaimes            | Venezuela            | 1:23:38 |                 |
| 53                                  | Susana Rebolledo          | Chile                | 1:24:18 |                 |
| 54                                  | Jiang Chengcheng          | China                | 1:26:20 | Season Best     |
| 55                                  | Paula Todorán             | Rumania              | 1:27:51 |                 |
| 56                                  | Rosa América Rodríguez    | Venezuela            | 1:28:49 |                 |
| 57                                  | Rosângela Faria           | Brasil               | 1:29:11 |                 |
| 58                                  | Andreína De La Rosa       | República Dominicana | 1:29:30 | Personal Best   |
| 59                                  | Marisol Redón             | Uruguay              | 1:31:20 | Season Best     |
| 60                                  | Chao Fong Leng            | Macao                | 1:38:08 | Season Best     |
| —                                   | Marizete Rezende          | Brasil               | DNF     |                 |
| —                                   | Carmen Vallés             | Puerto Rico          | DNF     |                 |
| —                                   | Alina Ivanova             | Rusia                | DNF     |                 |
| —                                   | Ntombesintu Mfunzi        | Sudáfrica            | DNF     |                 |
| —                                   | Johanna van Schalkwyk     | Sudáfrica            | DNF     |                 |

## Resultados por equipos

### Media maratón masculina
La clasificación final por equipos de la carrera de media maratón masculina fue la siguiente:
| Rank                                | País           | Equipo                                                        | Tiempo  |
| ----------------------------------- | -------------- | ------------------------------------------------------------- | ------- |
| Medalla de oro, Juegos Olímpicos    | Kenia          | Patrick Makau Musyoki Stephen Kipkoech Kibiwott Joseph Maregu | 3:07:24 |
| Medalla de plata, Juegos Olímpicos  | Eritrea        | Zersenay Tadesse Michael Tesfay Mogos Ahferom                 | 3:09:40 |
| Medalla de bronce, Juegos Olímpicos | Catar          | Ahmed Hassan Abdullah Essa Ismail Rashed Ali Dawoud Sedam     | 3:10:52 |
| 4                                   | Etiopía        | Abebe Dinkessa Eshetu Wondemu Raji Assefa                     | 3:11:47 |
| 5                                   | Brasil         | Marilson dos Santos Giomar da Silva João de Lima              | 3:14:07 |
| 6                                   | Ruanda         | Dieudonné Disi Sylvain Rukundo Gervais Hakizimana             | 3:15:02 |
| 7                                   | Japón          | Yusei Nakao Yukihiro Kitaoka Kazuo Ietani                     | 3:15:28 |
| 8                                   | España         | Ignacio Cáceres Iván Galán Javier Díaz                        | 3:16:58 |
| 9                                   | Rusia          | Anatoliy Rybakov Yevgeniy Rybakov Mikhail Lemaev              | 3:18:12 |
| 10                                  | Estados Unidos | Jason Lehmkuhle Rod Koborsi Steve Sundell                     | 3:20:50 |
| 11                                  | Sudáfrica      | Tshamano Setone Jeffrey Gwebu Moorosi Soke                    | 3:21:09 |
| 12                                  | Francia        | James Theuri Fabrice Jaouen Julien Moreau                     | 3:23:59 |
| 13                                  | Botsuana       | Keenetse Moswasi Kaelo Mosalagae Kabo Gabaseme                | 3:24:53 |
| 14                                  | Venezuela      | Pedro Mora Didimo Sánchez Oswaldo Belandria                   | 3:26:44 |
| 15                                  | Ecuador        | Vladimir Guerra Miguel Ángel Almachi Paulo Buenaño            | 3:32:12 |
| 16                                  | Argentina      | Ulises Sanguinetti Wilson Videla Gustavo Comba                | 3:35:36 |

### Media maratón femenina
La clasificación final por equipos de la carrera de media maratón femenina fue la siguiente:
| Rank                                | País           | Equipo                                                      | Tiempo  |
| ----------------------------------- | -------------- | ----------------------------------------------------------- | ------- |
| Medalla de oro, Juegos Olímpicos    | Etiopía        | Aselefech Mergia Genet Getaneh Abebu Gelan                  | 3:30:59 |
| Medalla de plata, Juegos Olímpicos  | Kenia          | Pamela Chepchumba Peninah Arusei Julia Mombi Muraga         | 3:31:24 |
| Medalla de bronce, Juegos Olímpicos | Japón          | Yukiko Akaba Miki Ohira Yuko Machida                        | 3:40:58 |
| 4                                   | Estados Unidos | Melissa White Dorothy McMaham Kristen Nicolini              | 3:45:06 |
| 5                                   | Rusia          | Olesya Syreva Lyudmila Biktasheva Tatyana Khmeleva-Aryasova | 3:48:47 |
| 6                                   | Brasil         | Maria Baldaia Marizete dos Santos Edielza Guimarães         | 3:51:11 |
| 7                                   | Argentina      | Rosa Godoy Roxana Preussler Estela María Martínez           | 4:00:51 |
| 8                                   | Venezuela      | María Isabel Montilla Zuleima Amaya Mileydy Jaimes          | 4:00:58 |
| —                                   | Puerto Rico    | María Díaz Zenaida Maldonado Carmen Vallés                  | DNF     |

## Tabla de medallas
| Rank               | País               | Oro | Plata | Bronce | Total |
| ------------------ | ------------------ | --- | ----- | ------ | ----- |
| 1                  | Kenia              | 1   | 2     | 1      | 4     |
| 2                  | Eritrea            | 1   | 1     | 0      | 2     |
| 2                  | Etiopía            | 1   | 1     | 0      | 2     |
| 4                  | Países Bajos       | 1   | 0     | 0      | 1     |
| 5                  | Catar              | 0   | 0     | 2      | 2     |
| 6                  | Japón              | 0   | 0     | 1      | 1     |
| Totales (6 países) | Totales (6 países) | 4   | 4     | 4      | 12    |

## Participación
El número de participantes en el campeonato fue de 155 atletas que representaron a 42 países. A pesar de haber confirmado su asistencia, los corredores de  Finlandia no se presentaron.
- Argentina
- Australia
- Bolivia
- Botsuana
- Brasil
- Canadá
- Catar
- Chile
- China
- Colombia
- Dinamarca
- Ecuador
- Eritrea
- España
- Estados Unidos
- Etiopía
- Francia
- Guyana
- Japón
- Kenia
- Macao
- México
- Isla Norfolk
- Países Bajos
- Panamá
- Paraguay
- Polonia
- Portugal
- Puerto Rico
- Reino Unido
- República Dominicana
- Rumania
- Rusia
- Ruanda
- Sudáfrica
- Suazilandia
- Suiza
- Trinidad y Tobago
- Ucrania
- Uruguay
- Venezuela
- Zimbabue